# Thomas Hörster
Thomas Hörster (Essen, 1956. november 27. –) nyugatnémet válogatott német labdarúgó, a Bayer Leverkusen 1991-ben hátvédje, 2001-ben és 2003-ban a csapat vezetőedzője. Az egyik legtöbbet foglalkoztatott leverkuseni játékos, pályafutása során 404 alkalommal lépett pályára a csapat színeiben a német első- és másodosztályban.

Tagja volt a Bundesligába 1979-ben feljutó együttesnek, illetve az 1988-as UEFA-kupát megnyerő csapatnak. A nyugatnémet válogatottban négyszer lépett pályára, emellett az olimpiai csapattal bronzérmet szerzett az 1988-as szöuli olimpián.

## Pályafutása

### Schwarz-Weiß Essen
Az esseni születésű Hörster városa második számú csapatában, a Schwarz-Weiß Essenben indította el pályafutását. A kiscsapat az 1974-75-ös idényt az újonnan alakult 2. Bundesliga északi csoportjában (2. Bundesliga Nord) kezdte meg. A felnőtt csapatnál a 18 éves Hörsterre 1975 januárjában, egy Wolfsburg elleni bajnokin számítottak először, ezután a tavasz során többször is bekerült a kezdőcsapatba. Októberre már stabil helye volt az együttesben, segítségével sikerült a fekete-fehérek védelmét olyannyira megszilárdítani, hogy az 1975-76-os idényt a hetedik helyen zárták. Novemberben Hörster a VfL Osnabrück ellen megszerezte első gólját, ezt az idény során még két találat követte. Úgy tűnt, a következő, 1976-77-es idény hozza meg az áttörést az Essennek. A fekete-fehérek a szezon során végig közel jártak a feljutó helyekhez, sőt, több fordulón át vezették is a tabellát. Ám a zsinórban három vesztett mérkőzéses idényzárás miatt végül visszacsúsztak egészen a 8. helyig. Hörster ezúttal 5 gólt szerzett, a Herford ellen középhátvéd létére duplázni tudott.

### Bayer Leverkusen
A még mindig csak 20 éves Hörster 1977 nyarán elhagyta az essenieket az ambiciózus Rajna-menti csapat, a szintén másodosztályú Bayer Leverkusen kedvéért. A Bayer által szponzorált gyári együttesben (Werkself) rögtön a kezdőcsapatban kapott helyet és első idényében egy erős nyolcadik helyezéshez segítette őket. (Ezzel párhuzamosan előző csapata utolsóként zárt.) A következő, 1978-79-es idény egészen rendkívüli Bayer-dominanciát hozott. A gyógyszergyáriak az első 9 mérkőzésüket megnyerték, és egészen februárig nem találtak legyőzőre, így végig vezetve, meggyőző fölénnyel lettek bajnokok. Hörster remek védőmunkája mellett 6 góllal járult hozzá a bajnoki címhez.

Az első osztályban a Leverkusen és Hörster 1979. augusztus 11-én, a Bayern München ellen mutatkoztak be és idény végi 11. helyezésükkel le is tették névjegyüket a Bundesligában. 1979 októberében Hörster megszerezte első német élvonalbeli gólját nem kisebb ellenfél, mint a Borussia Dortmund ellen. A következő idényt ismét a 11. helyen zárták, így már úgy tűnt, hogy sikerült felvenniük az élvonal tempóját. Ám az 1981-82-es szezon olyan pocsékul sikerült a csapatnak, hogy végül az osztályozós 16. helynek is örülhettek. Hörster ugyan októberben még duplázni tudott a Darmstadt ellen, de az idény közepén megsérült, és csak március végén tért vissza a pályára. A Kickers Offenbach elleni nyertes osztályozón kezdőként szerepelt. Ugyan a Bayer a következő szezont is borzasztóan kezdte - szinte egész ősszel az utolsó helyen álltak - tavaszra sikerült kikerülniük a gödörből és lassan elindultak felfelé a tabellán. Az 1983-84-es idényben már harcban voltak az UEFA-kupa részvételt érő 6. helyért, ám végül 4 ponttal lecsúsztak róla. A következő, felejthető szezon után azonban 1986-ban összejött a 6. hely Hörsteréknek, sőt, a Német kupában is egészen a negyeddöntőig jutottak. Mindezen felül a rangos Kicker sportújság osztályzatai alapján Hörster lett az idény második legjobb játékosa, illetve a szezon legjobb hátvédje. A Leverkusen és Hörster 1986 szeptemberében, a svéd Kalmar ellen mutatkozott be az UEFA-kupában. Újoncként az egyenes kieséses rendszer második köréig jutottak, itt idegenben lőtt több góllal ejtette ki őket a Dukla Praha. Ezzel párhuzamosan a Bundesligában soha nem látott magasságokban járt a Leverkusen - ősszel több fordulón át vezették a tabellát, majd végül ismét a 6. helyen zártak. Hörster ezúttal épphogy kiszorult a TOP 10-ből - az idény 11. legjobb játékosa lett. 1987 szeptemberében Hörster megszerezte első nemzetközi gólját - az Austria Wien ellen talált be az UEFA-kupa első fordulójában. A Bayer azonban most nem állt meg a második fordulónál, hanem sorra vette az akadályokat és általános meglepetésre - nemzeti sikerek nélkül, mindössze második nemzetközi idényében - döntőbe jutott. Hörster azonban áprilisban megsérült, így csak a lelátóról nézhette végig a Leverkusen azon egyedülálló tettét, hogy az Espanyol elleni döntő 0-3-as odavágója után a visszavágón egalizáltak, majd büntetőkkel megnyerték a kupát. A következő idény egy szolid bajnoki 8. helyet, illetve egy első körös UEFA-kupa búcsút hozott, ám a Német kupában sikerült az elődöntőig jutniuk. Az 1989-90-es idényben ismét a tűz közelében voltak, majdnem végig versenyben voltak a Bundesliga-dobogóért. Végül az 5. helyen zártak, mely így is a klub legjobb bajnoki helyezését jelentette. Hörster, mint egy évvel korábban, most is csapata második legjobbja lett a kapus Vollborn mögött. A 34 éves Hörster ezután még lejátszott egy fél szezont a Bayerben, majd bejelentette visszavonulását.

A Leverkusen színeiben Hörster 72 alkalommal lépett pályára a másodosztályban és 332-szer az első osztályban, ezen fellépésein 26 gólt szerzett. Méltán nevezhető tehát a klub egyik ikonjának, melyet az is bizonyít, hogy egy 2004-es szavazáson az együttes szurkolói Hörstert beválasztották az évszázad csapatába.

## A válogatottban
Hörster a nyugatnémet válogatottban viszonylag idősen, 29 évesen mutatkozott be egy Dánia elleni barátságos mérkőzésen. Ezután még három alkalommal szerepelt a Nationalelf-ben, gólt nem szerzett. Utolsó mérkőzését 1987 márciusában, Izrael ellen játszotta. Nem sokkal ezután a nyugatnémet olimpiai csapattal kijutott az 1988-as szöuli olimpiára, ahol bronzérmet szereztek.

## Sikerei, díjai
Klub szinten
- 2. Bundesliga Nord: bajnok (1979, Bayer Leverkusen)
- UEFA-kupa: győztes (1988, Bayer Leverkusen)

Válogatott szinten
- Olimpia: bronzérmes (1988, Nyugat-Németország)